# Raluca Sbîrcia
Raluca Sbîrcia (n. 4 iulie 1989) este o scrimeră română specializată pe spadă. A fost laureată cu bronz pe echipe la Campionatul Mondial din 2013 de la Budapesta.
Fratele ei, Alin Iulian, este și el scrimer de performanță.